# A Kitchen Cinderella
A Kitchen Cinderella è un cortometraggio muto del 1920 diretto da Malcolm St. Clair.

## Produzione
Il film fu prodotto dalla Mack Sennett Comedies

## Distribuzione
Distribuito dalla Paramount Pictures, il film uscì nelle sale cinematografiche USA il 27 giugno 1920.